# Allgemeiner Anzeiger der Deutschen

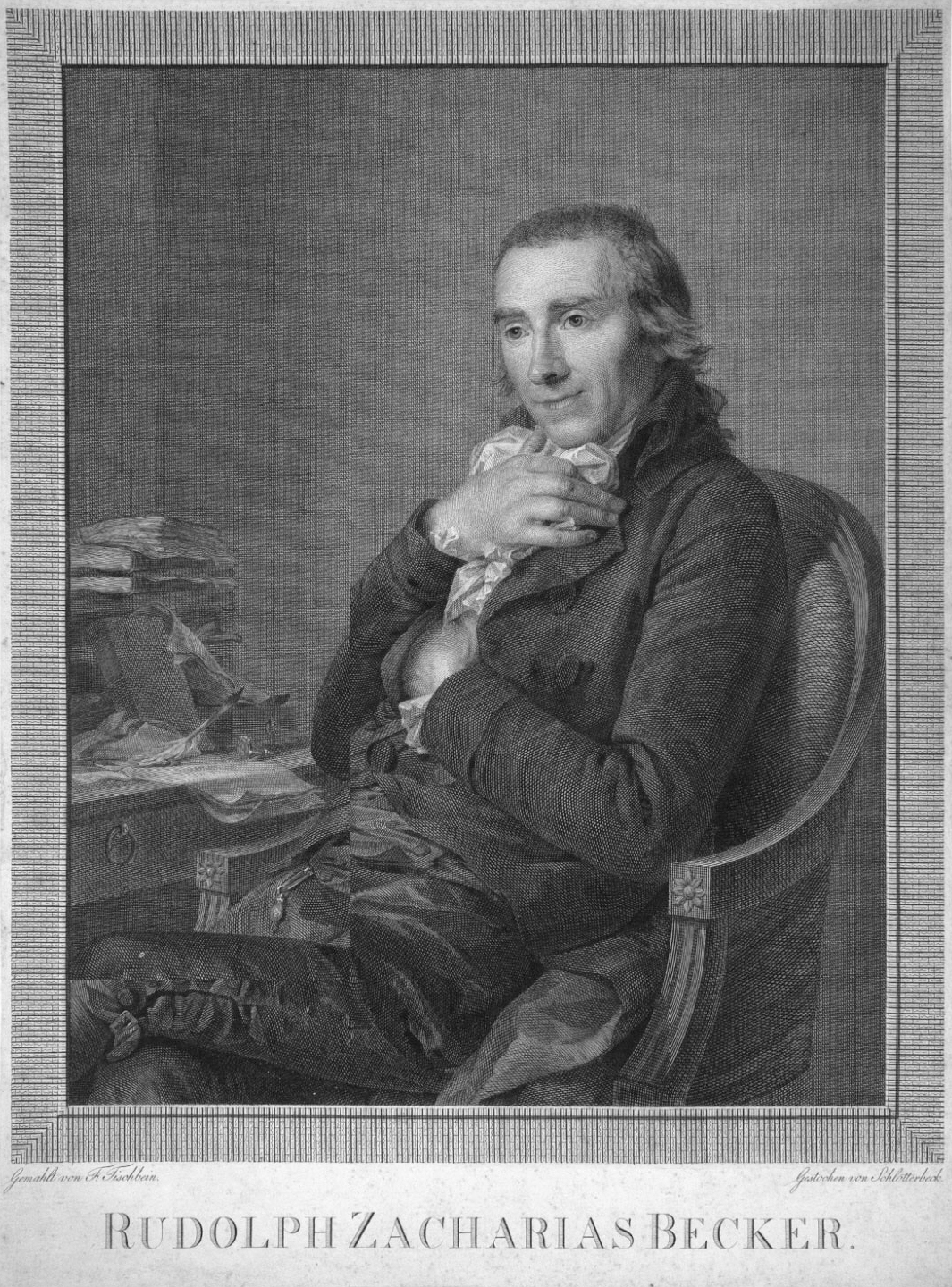
Rudolph Zacharias Becker

Der Allgemeine Anzeiger der Deutschen (Untertitel: der öffentlichen Unterhaltung über gemeinnützige Gegenstände aller Art gewidmet, zugleich allgemeines Intelligenz-Blatt zum Behuf der Justiz, der Polizey und der bürgerlichen Gewerbe) war eine von 1806 bis 1829 in Gotha erscheinende Tageszeitung und Intelligenzblatt. Mit seinen Vorgängern und Nachfolgern erstreckt sich der Erscheinungszeitraum von 1791 bis 1850. Im Einzelnen:
- Der Anzeiger. Ein Tagblatt zum Behuf der Justiz, der Polizey und aller bürgerlicher Gewerbe, wie auch zur freyen gegenseitigen Unterhaltung der Leser über gemeinnützige Gegenstände aller Art: 1791–1793, ZDB-ID 1127116-4
- Kaiserlich privilegirter Reichs-Anzeiger: 1793–1806, ZDB-ID 507871-4
- Allgemeiner Anzeiger der Deutschen: 1806–1829, ZDB-ID 507872-6
- Allgemeiner Anzeiger und Nationalzeitung der Deutschen. Der öffentlichen Unterhaltung über gemeinnützige Gegenstände aller Art gewidmet, zugleich allgemeines deutsches Intelligenzblatt zum Behuf der Rechtspflege, der Polizei, des Handels und der Gewerbe, so wie des bürgerlichen Verkehrs überhaupt: 1830–1848, ZDB-ID 507873-8; die Zeitung entstand aus der Vereinigung des Allgemeinen Anzeigers mit der Wochenzeitung National-Zeitung der Deutschen
- Reichsanzeiger der Deutschen, der öffentlichen Unterhaltung über gemeinnützige Gegenstände aller Art gewidmet. 1848–1850, ZDB-ID 16410-0

Redakteur des Allgemeinen Anzeigers war Johann Friedrich Hennicke (1764–1848), ein Schwager Beckers.
Herausgeber dieser Zeitungen war der Volksaufklärer Rudolph Zacharias Becker.
Dementsprechend war die praktische Volksaufklärung einer der Schwerpunkte der Zeitung. Es wurde genau berichtet, wenn ländliche Lesegesellschaften und ökonomische Gemeinschaften irgendwo gegründet wurden. Im Geist eines aufklärerischen Optimismus wurde dabei die territoriale Zersplitterung Deutschlands nicht als Problem gesehen, sondern als Chance begriffen. Durch die Vielzahl der Staatsverfassungen böte sich die Möglichkeit, als Ergebnis öffentlicher Kritik und Diskussion vorbildliche Einrichtungen von dem einen Staat in den anderen zu übertragen bzw. aus Fehlern zu lernen.
Becker sieht den Zweck des Allgemeinen Anzeigers darin,
„[…] allen Ländern, wo Deutsch gesprochen wird, diejenigen Vortheile der Publicität darzubieten, die ein einzelner Staat, eine Provinz oder eine Stadt durch ein wohl eingerichtetes Intelligenz-Blatt erhält.“
Dazu gehört:
„[…] dem ganzen deutschen Publicum gleichsam zum Sprachsaal dienen, um Gegenstände von gemeinsamen Interesse öffentlich zu verhandeln, neue nützliche Entdeckungen und Erfahrungen in der Land- und Hauswirthschaft, der Manufacturen und Fabriken, der Gesundheitskunde, der Künste etc. bekannt zu machen und der Prüfung der Kenner zu unterwerfen.“
Als weitere Zwecke werden die Verbreitung amtlicher Bekanntmachungen von überregionaler Bedeutung, der Abdruck privater Anzeigen und Angebote sowie der Betrieb eines überregionalen Address- und Korrespondenzbüros genannt.
1822 übernahm Beckers Sohn Friedrich Gottlieb Becker den Verlag und die Herausgeberschaft des Allgemeinen Anzeigers. 1830 legte er diesen mit der Wochenzeitung National-Zeitung der Deutschen zusammen.